# Uldurga (Buriacja)
Uldurga (ros. Ульдурга) – wieś w Rosji, w Buriacji, w rejonie jerawnińskim. W 2010 liczyła 1363 mieszkańców.